# Hoodoo Gurus
Gli Hoodoo Gurus sono un gruppo rock australiano.

## Storia degli Hoodoo Gurus
Si è formato a Sydney nel 1981, composto da Dave Faulkner (cantante, autore e chitarrista), Richard Grossman (basso), Mark Kingsmill (batteria), e Brad Shepherd (chitarra).
Ebbero successo soprattutto nella metà degli anni 80.
Dopo lo scioglimento del 1997, si sono riformati nel 2003.

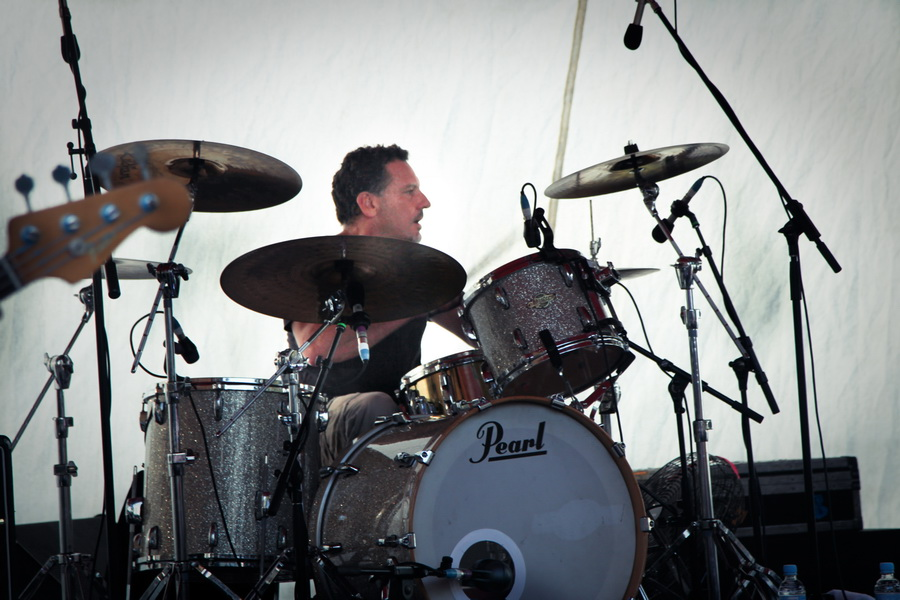
Il batterista Mark Kingsmill con gli Hoodoo Gurus

## Formazione

### Formazione attuale
- Dave Faulkner — voce, chitarra, tastiere (1981–1998, 2003–presente)
- Brad Shepherd — chitarra, voce, armonica (1982–1998, 2003–presente)
- Mark Kingsmill — batteria (1984–1998, 2003–presente)
- Richard Grossman — basso, cori (1988–1998, 2003–presente)

### Ex componenti
- Kimble Rendall[3] – basso chitarra, cori (1981–1982)
- Roddy Radalj – chitarra, cori (1981–1982)
- James Baker[4] – batteria (1981–1984)
- Clyde Bramley – basso , cori (1982–1988)

## Discografia
- 1984 - Stoneage Romeos
- 1985 - Mars Needs Guitars!
- 1987 - Blow Your Cool!
- 1989 - Magnum Cum Louder
- 1991 - Kinky
- 1994 - Crank
- 1996 - Blue Cave
- 2004 - Mach Schau
- 2010 - Purity of Essence